# Литвинец (Черкасская область)
Литви́нец (укр. Литвинець) — село в Черкасском районе Черкасской области Украины.
Занимает площадь 1,55 км². Почтовый индекс — 19030. Телефонный код — 4736.

## Население
Население по переписи 2001 года составляло 840 человек.

### Языковой состав
Родной язык населения по данным переписи 2001 года:
| Язык       | Численность, чел. | Доля     |
| ---------- | ----------------- | -------- |
| Украинский | 826               | 98,33 %  |
| Русский    | 13                | 1,55 %   |
| Другое     | 1                 | 0,12 %   |
| Итого      | 840               | 100,00 % |

## Местный совет
19030, Черкасская обл., Черкасский р-н, c. Литвинец, ул. Октябрьская

## История
В ХІХ столетии село Литвинец было в составе Куриловской волости Каневского уезда Киевской губернии. В селе Литвинец была Покровская церковь. Священнослужители Покровской церкви:
- до 1799 года — священник Петр Краснецкий
- 1799 — наблюдающий священник Андрей Христовский (Хронстовский)
- 1802 — священник Иван Михайлович Махнович